# Laddhybridbil

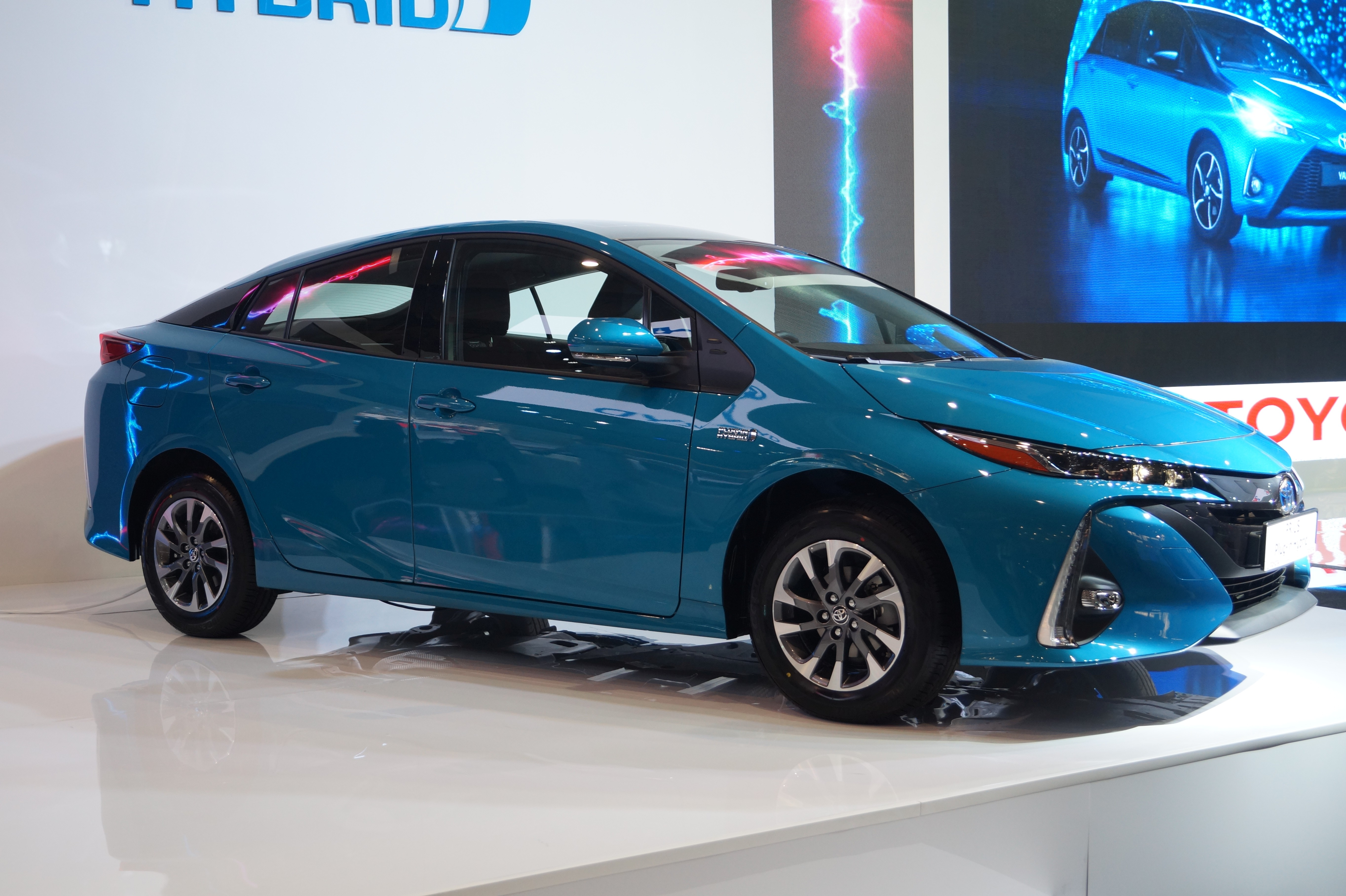
Laddhybriden Toyota Prius Plug-in som laddas från ett vanligt eluttag.

En laddhybridbil (på engelska Plug-in Hybrid Vehicle, PHV, ibland även Plug-in Hybrid Electric Vehicle, PHEV) är en hybridbil som även kan laddas från det fasta elnätet och köras helt på el under kortare sträckor, vanligen några få mil. Batteriet är betydligt större än i en vanlig hybridbil och i allmänhet avsevärt mindre än i en elbil. Förutom i personbilar förekommer denna form av drift även i stadsbussar.
En laddhybrid kan laddas med förbränningsmotorn, som andra hybridbilar, men också via ett vägguttag eller en laddstolpe, som rena elbilar. När laddningen i batteriet börjar ta slut fungerar laddhybriden som en vanlig hybridbil: förbränningsmotorn tar vid och laddar batteriet; bilen kan fortsätta köra och växla mellan el- och förbränningsmotor. Till skillnad från en hybrid som inte är laddbar startar laddhybriden oftast inte förbränningsmotorn förrän batteriet börjar bli tomt eller om föraren gasar på så hårt att elmotorn inte räcker till för att leverera tillräcklig kraft. På det sättet ser man till att använda el som drivmedel så stor del av resan som möjligt. Vid starten av en längre resa där batteriet inte kommer att räcka hela vägen kan föraren aktivt välja att starta i hybridläge, där båda motorerna jobbar parallellt, för att snabbare värma upp kupén med spillvärme från motorn (vid kallt väder) och för att spara batteriet och ha elmotorn tillgänglig som extra kraft vid omkörningar. Det är oftast inte möjligt att snabbladda en laddhybrid, utan effekten är begränsad till 3-4 kW, och därför är det ingen mening med att ladda bilen under längre resor. Några nyare modeller har dock möjlighet att ladda med 50 kW eller mer, och då kan det vara möjligt att köra även längre resor på el.

## Fördelar
Fördelen med en laddhybridbil framför en hybridbil med liten elmotor och litet batteri (mild parallellhybrid) är att en laddhybrid åtminstone under korta resor kan köras helt med el från det fasta elnätet, och därmed kan sänka bränslekostnaden och minska utsläppen av koldioxid. Beroende på vilket körmönster man har i vardagen kan de resorna utgöra 80-90% eller mer av den årliga körsträckan.
Fördelen med en laddhybridbil gentemot en elbil är att den har mindre batteri och därmed är något billigare i inköp och kan ge mindre utsläpp under batteritillverkningen. Batteriet kan typiskt laddas fullt inom en natt från ett vanligt 230 Volt enfasuttag, exempelves avsett för motorvärmare. Laddar man varje natt kan laddningen räcka för korta resor i vardagen, men på långresor kan drivmedel istället användas. Detta förenklar innan laddinfrastrukturen är fullt utbyggd. 

## Miljökontrovers
Nackdelen är att många laddhybrider i praktiken körs på fossila drivmedel. Då man i en del länder ger skatteförmåner grundat på möjligheten att ladda bilen (eller på möjligheten till en antagen lägre bränslekonsumtion) finns en risk för att man främjar en ofta dyr lösning (jämfört med fossilfordon) utan motsvarande miljöeffekter om föraren ofta glömmer att ladda eller kör långa sträckor. Vissa bilmodeller är billigare som hybrid än i konventionell version, trots att mer resurser krävs vid tillverkningen och den högre vikten ökar bränsleåtgången.
En norsk undersökning visar att hälften av laddhybriderna sällan eller aldrig laddas, eftersom de flesta sådana bilar är företagsleasade bilar för vilka företaget betalar bränslet; mindre än hälften av sträckorna körs med eldrift. 

## Historik och modeller
Kinesiska företaget BYD Auto var först ut med försäljning av serietillverkade laddhybrider.[källa behövs] Försäljningen av den första modellen BYD F3DM startade 15 december 2008. Inledningsvis såldes den bara i Kina men planer finns[när?] på försäljning även i EU och USA. 
Toyota har utvecklat en laddhybridversion av tredje generationen Prius: Prius Plug-in. Den är utrustad med litiumjon-batterier, som kan lagra något mer energi än nickel-metall-hydrid-batterier. Prius laddhybrid har en räckvidd på över 50 km med ren eldrift, vilket gör att den då klarar omkring 75 % av alla pendlingsresor i Sverige till och från arbetet. Toyota har valt att dimensionera batterierna så att de har tillräcklig lagringskapacitet för de flesta bilresor, utan att de behöver vara onödigt stora och tunga. Batterierna kan också laddas upp med vanlig hushållsel på bara 120 minuter. Den laddas också under körning vid till exempel motorbroms och inbromsning.